# Saint-Chamant (Cantal)
Saint-Chamant è un comune francese di 263 abitanti situato nel dipartimento del Cantal nella regione dell'Alvernia-Rodano-Alpi.

## Società

### Evoluzione demografica
Abitanti censiti